# Sinthgunt
Sinthgunt (handschriftlich Sinhtgunt) ist der Name einer vermuteten germanischen Göttin, die nur im sogenannten Zweiten Merseburger Zauberspruch belegt ist. Unklar ist die Funktion der Göttin und damit eng verbunden die Etymologie des Namens.

## Name
Die Beschwörungsformel des Spruchs zur Pferdeheilung bezeichnet die Sinthgunt als Schwester der Sunna.
| Phôl ende Wuodan fuorun zi holza. dû wart demo balderes folon sîn fuoz birenkit. thû biguol en Sinthgunt, Sunna era swister; thû biguol en Frîja, Folla era swister; thû biguol en Wuodan, sô hê wola conda: sôse bênrenki, sôse bluotrenki, sôse lidirenki: bên zi bêna, bluot zi bluoda, lid zi geliden, sôse gelîmida sîn. |  | Phol und Wodan begaben sich in den Wald Da wurde dem Fohlen des Herrn/Balders sein Fuß verrenkt Da besprach ihn Sinthgunt, die Schwester der Sunna Da besprach ihn Frija, die Schwester der Volla. Da besprach ihn Wodan, wie er es wohl konnte. So Beinrenkung, so Blutrenkung, so Gliedrenkung: Bein zu Bein, Blut zu Blut, Glied zu Glied, wie wenn sie geleimt wären |

In der Handschrift ist der Name als Sinhtgunt eingetragen, wird aber gemeinhin auf die Graphie th verbessert, da überwiegend ein Übertragungsfehler angenommen wird. Nach Stefan Schaffner ist dies zwingend, da das handschriftliche erste Namensglied Sinht- keine vorauszusetzende germanische Lautform *sinχt- fortführen kann, die lautgesetzlich althochdeutsch *sīht ergeben hätte müssen. Für die Grundform des Namens gehen Heiner Eichner und Schaffner von einem zweigliedrigen germanischen Kompositum *Senþa-gunþjō aus, das die Bedeutungen „Gang, Kriegszug“ und „Kampf“ aneinanderfügt. Die emendierte (verbesserte) Form lässt sich des Weiteren zum Korpus der weiblichen althochdeutschen Personennamen stellen wie zum Beispiel zur synonymen Form Sindhilt aus germanisch *Senþa-χilðijō (vgl. -hilt zu altnordisch hilðr, altenglisch hild, sämtlich „Kampf“).

## Deutung
Die mythologische und religionswissenschaftliche Deutung zur Funktion und zum Wesen der Sinthgunt hing und hängt in der Forschung von der jeweils favorisierten Etymologisierung des Namens und von der Interpretation des umgebenden literarischen Kontext des Zweiten Merseburger Zauberspruchs ab. Da die Sinthgunt zusammen mit der Sunna erscheint, die ebenfalls namentlich nur im Zweiten Merseburger Spruch als (literarische) Personifikation der Sonne auftritt, wurde im 19. Jahrhundert mit Jacob Grimm auch in Sinthgunt eine nicht weiter bestimmbare Gestirnsgottheit vermutet. Sophus Bugge bezog den Namen auf Sol („Sonne“) und Mani („Mond“) als Figuren der nordischen Mythologie und etymologisierte unter Beibehaltung der handschriftlichen Graphien eine vermutlich unzutreffende (Eichner, Schaffner), komplexe Zusammensetzung germ. *Sin-naχt-gund als „die Nacht-Gehende“; der Mond träte hier mithin als Mondgöttin auf. Die Deutung scheint insofern problematisch, als weder Sol noch Mani eine relevante Rolle in anderen erhaltenen mythologischen Quellen spielen, und die Mondgottheit Mani zudem gewöhnlich männlich ist. Rudolf Simek wies daneben auf die fehlenden Belege für einen personifizierten Gestirnskult bei den Germanen hin.
Schon am Ende des 19. Jahrhunderts hob Friedrich Kauffmann hervor, dass gerade die Endungen auf -gund und -hild in den Quellen vor allem als Glieder von Walkürennamen vorliegen, so dass er Sinthgunt dem Kreis der Walküren zuordnete. Ihm folgten jüngst Eichner und Schaffner unter Einbeziehung von Gunter Müllers Untersuchung zur Heilkraft der Walküren. Dagegen lehnte Karl Helm die Hypothese Kauffmanns ab und bevorzugte eine Zuordnung der Sinthgunt zu den Idisi des ersten Merseburger Zauberspruchs als eine gesonderte definierte Gruppe germanischer Göttinnen. Wolfgang Beck deutet Sinthgunt, im Anschluss an eine These Siegfried Gutenbrunners, als eine untergeordnete Göttin im Gefolge der Sunna, die durch ihre literarische Singularität im Kontext des gesamten Spruchs ebenfalls als eine Art „Situationsgöttin“ erscheine. Simek bleibt ob der vielfältigen Deutungsansätze und einander widersprechenden Lösungen unentschieden und verweist auf die Kernpunkte der ungelösten Fragen der Etymologie und auf die unklare Funktion der Namensträgerin.